# بلاوبویرن
شهر بلاوبویرن (به آلمانی: Blaubeuren) در ایالت بادن-وورتمبرگ در کشور آلمان واقع شده است.